# Listožravec

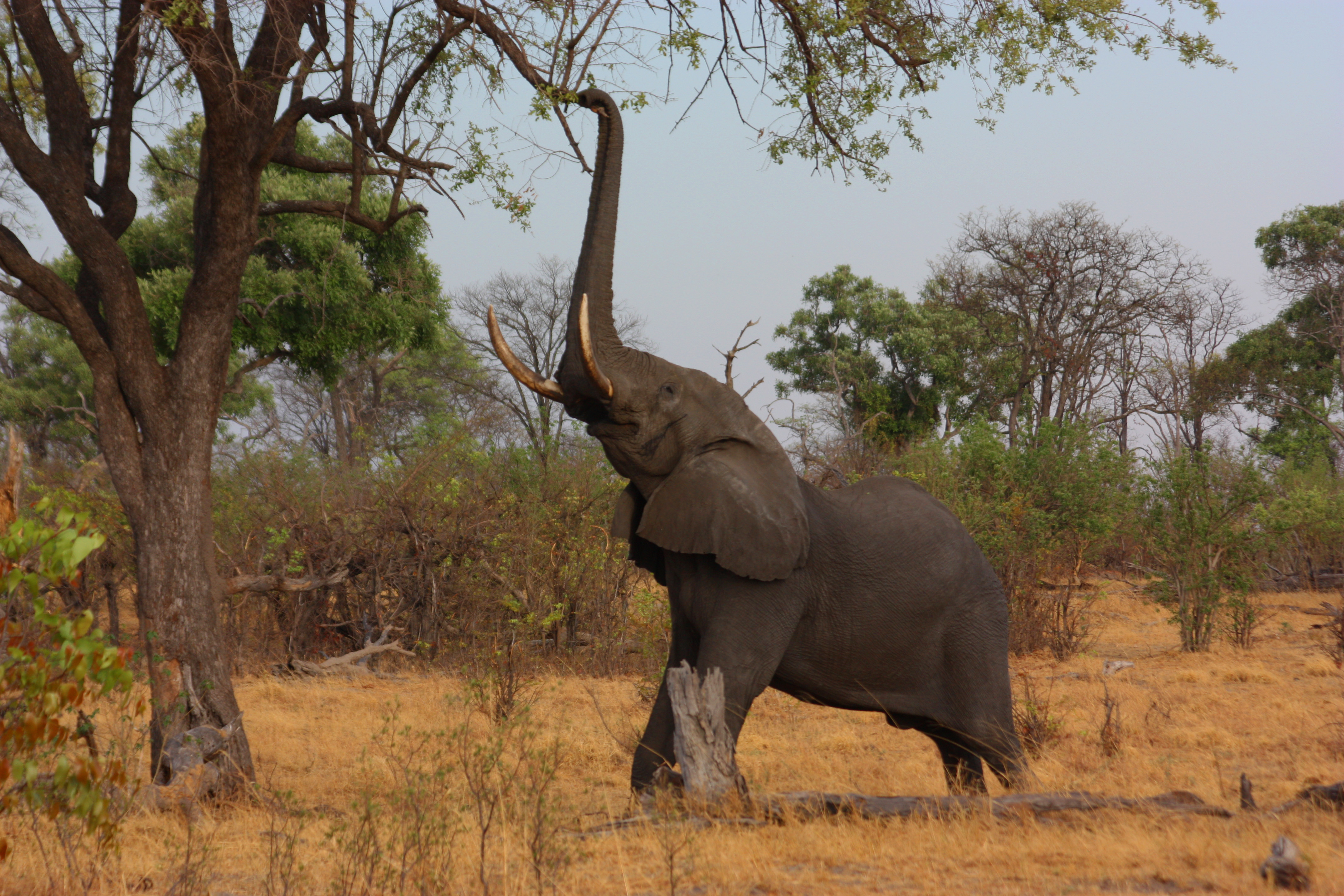
Slon africký, příklad listožravého savce

Listožravec, též folivor, filofág nebo foliofág (folium – „list“, fág – „jíst“) je živočich, který se specializuje na konzumaci listů rostlin. Zralé listy jsou nízkokalorické (málo výživné) a obsahují vysoký podíl těžko stravitelné celulózy a často i toxické sloučeniny. Z tohoto důvodu mají listožravci tendenci mít dlouhý trávicí trakt a pomalý metabolismus. Mnozí z nich využívají též symbiotické bakterie, aby potravu lépe strávili. Například listožraví primáti dávají přednost nezralým listům, které se obvykle snáze žvýkají, mají vyšší obsah kalorií a bílkovin a naopak nižší obsah vlákniny a jedů.
K tomu, aby se živočich mohl živit těžko stravitelnými rostlinnými materiály je nezbytný komplexní soubor adaptací (modifikace zubů, čelisti, trávicího traktu aj.). Takováto specifická strava může významně ovlivnit i způsob života (životní styl či chování živočichů), jak dokazuje kupříkladu panda velká.

## Příklady listožravých živočichů
- Savci: okapi, sloni, lenochodi, vačice, pandy velké, pandy malé, koaly, různé druhy opic a částečně i někteří netopýři[5]
- Ptáci: hoacin chocholatý a kakapo soví
- Plazi: leguáni
- Hmyz: různé druhy housenek, širopasí, brouci nebo rovnokřídlí
- Ostatní: mnoho druhů suchozemských plžů (hlemýždi a slimáci)